# Juliana Cornelia de Lannoy

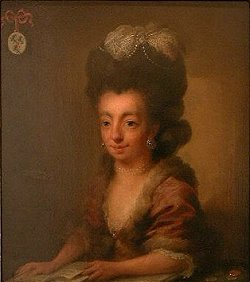
Porträtt av Juliana Cornelia de Lannoy målat av Niels Rode.

Juliana Cornelia de Lannoy, född 1738 i Breda, död 18 februari 1782 i Geertruidenberg, var en nederländsk baronessa och författare.
Lannoy skrev satirer, oden och epistlar samt några med bifall uppförda tragedier, bland annat Leo de groote (1767) och Cleopatra (1776). Hennes Dichtkundige werken utgavs 1780 i två band. 
Hon blev 1772 den första kvinnliga medlemmen av akademien ‘Kunstliefde spaart geen vlyt’i Haag.